# Tokugawa Ieharu
Tokugawa Ieharu (徳川家治), född den 20 juni 1737 i Edo var den tionde shogunen i Tokugawashongunatet och regerade från 1760 till 1786. Ieharu var den äldste sonen till Tokugawa Ieshige. Som shogun förlöjligades han. Det ansågs i breda kretsar att han inte kunde hålla ordning och att han ledde landet mot ruinens brant.  Han ska däremot ha varit en intresserad schackspelare och vurmat för konst och litteratur.

## Händelser under Ieharus shogunat
Den stora svälten under Tenmei som varade i fem år tog sin början 1782. 
Vulkanen Asama i centrala Honshu, den största av de japanska öarna på gränsen mellan de två prefekturerna Gunma och Nagano fick ett utbrott 1783.
Tenmei-svälten blev en av de svåraste perioderna av svält under hela Edo-perioden där mellan 200 000 och 900 000 människor beräknas ha dött. Svälten började med översvämning och kallt väder, som fördärvade skördarna 1782 och som förvärrades ytterligare av Asamas utbrott året efter. I många områden hade de höga skatterna gjort att bönderna inte hade några reserver av ris, så att när skördarna slog fel fanns ingen reserv för att odla året efter. Befolkningen fick livnära sig på rötter som plockade, på att äta hundar och katter och till och med kannibalism.
1784 mördades Tanuma Yamashiro-no-kami Okitomo, sonen till en av shogunens chefsrådgivare, inför ögonen på sin fader, Tanuma Tonomo-no-kami Okitsugu. En konspiration misstänktes, men inga skyldiga förutom mördare kunde hittas.
Efter sin död i september 1786 begravdes Ieharu vid Tokugawa-klanens tempel i Kan'ei-ji, där han fortfarande vilar. 
Han äldste son, Tokugawa Iemoto, 徳川家基, var tänkt som efterträdare, men dog redan som 20-åring. Denne kom därför att kallas maboroshi no dai jūichidai shōgun, “våldnaden till en 11:e shogun”. Ieharu efterträddes istället av Tokugawa Ienari, som var son till Tokugawa Harusada och i tredje generation ned från Tokugawa Yoshimune Ienari skulle bli den shogun som regerade längst av alla under Tokugawa-shogunatet.

## Perioderna i Ieharus shogunat
Shogunernas regeringstid brukar indelas i perioder eller eror (nengō). 
- Hōreki  (1751–1764)
- Meiwa  (1764–1772)
- An'ei  (1772–1781)
- Tenmei  (1781–1789)